# Concurso Nacional de Canto Luísa Todi
O Concurso Nacional de Canto Luísa Todi é uma competição de canto lírico idealizada e fundada pelo cantor e professor de canto do Conservatório Nacional de Lisboa, José Carlos Xavier, estando registada no Instituto Nacional da Propriedade Industrial com o número Nº 451225. É a única prova de canto lírico existente em Portugal, com organização da responsabilidade da Câmara Municipal de Setúbal.
O Concurso regista a sua primeira edição em 1990, na cidade de Setúbal, tendo como objetivo homenagear a cantora lírica portuguesa Luísa Todi.

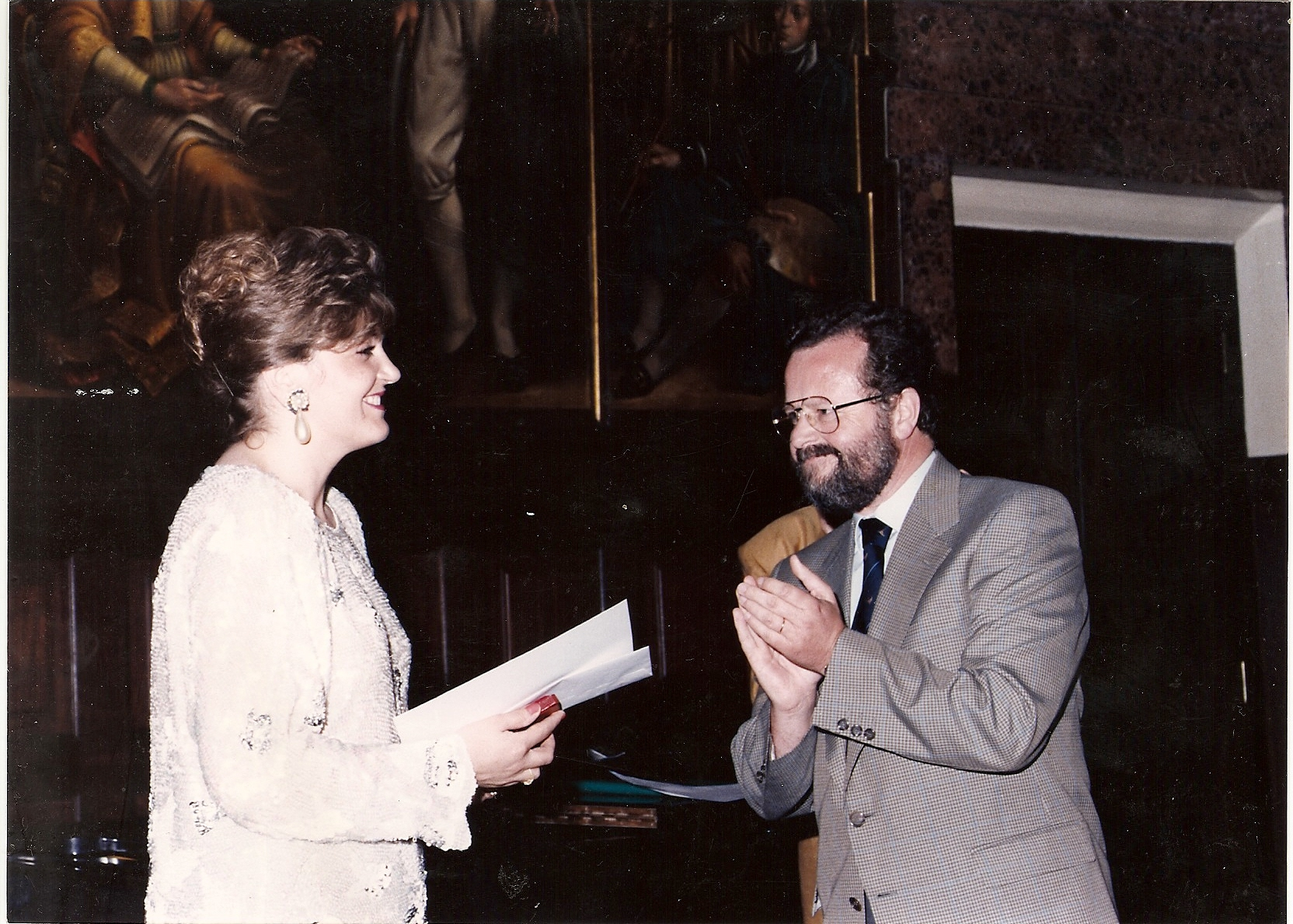
Elisabete Matos primeiro prémio do Concurso Nacional de Canto Luísa Todi em 1991

A Competição bienal consubstancia-se na promoção dos jovens cantores líricos nacionais e prefigura-se como o mais prestigiado e antigo certame de canto lírico realizado em Portugal. O Júri do CNCLT integra as mais prestigiadas figuras do meio musical português e internacional.

## Histórico

### Apoio Logístico e Administrativo
- 1990-1991-1994-1996: Academia de Música e Belas Artes Luísa Todi.
- 2003-2005-2007-2011: Câmara Municipal de Setúbal.

### Concorrentes premiados

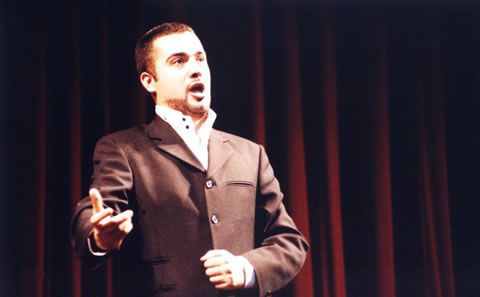
Bruno Ribeiro primeiro prémio do Concurso Nacional de Canto Luísa Todi em 2003

| Ano  | Concorrente(s)                      | Prémio                   |
| ---- | ----------------------------------- | ------------------------ |
| 1990 | Ana Ester Neves                     | 1º prémio                |
| 1990 | Nuno Viallonga                      | 2º prémio                |
| 1990 | Deolinda Rezende                    | 3º prémio                |
| 1990 | Ana Ferraz                          | Prémio Armando Guerreiro |
| 1990 | Conceição Galante, Luciana Monteiro | Obra portuguesa          |

| Ano  | Concorrente(s)  | Prémio                   |
| ---- | --------------- | ------------------------ |
| 1991 | Elisabete Matos | 1º prémio                |
| 1991 | Nuno Viallonga  | 2º prémio                |
| 1991 | Teresa Gardner  | Prémio Armando Guerreiro |
| 1991 | Nuno Vilallonga | Obra portuguesa          |

| Ano  | Concorrente(s)       | Prémio                   |
| ---- | -------------------- | ------------------------ |
| 1994 | Sílvia Mateus        | 1º prémio                |
| 1994 | Rosário Ferreira     | 2º prémio                |
| 1994 | Teresa Manezes       | 3º prémio                |
| 1994 | Elsa Cortez          | Prémio Armando Guerreiro |
| 1994 | Rosário Ferreira     | Obra portuguesa          |
| 1994 | Ana Madalena Moreira | Menções honrosas         |

| Ano  | Concorrente(s)                   | Prémio           |
| ---- | -------------------------------- | ---------------- |
| 1996 | Luís Rodrigues                   | 1º prémio        |
| 1996 | Mário Alves                      | 2º prémio        |
| 1996 | Paulo Ferreira                   | 3º prémio        |
| 1996 | Sandra Medeiros                  | Prémio Bocage    |
| 1996 | Luís Rodrigues                   | Obra portuguesa  |
| 1996 | Anabela Duarte, Armando Possante | Menções honrosas |

| Ano  | Concorrente(s)              | Prémio           |
| ---- | --------------------------- | ---------------- |
| 2003 | Bruno Ribeiro               | 1º prémio        |
| 2003 | Maria João Matos            | 2º prémio        |
| 2003 | Armando Possante            | 3º prémio        |
| 2003 | Patrícia Quinta             | Prémio Bocage    |
| 2003 | Armando Possante            | Obra portuguesa  |
| 2003 | Janete Costa, Pedro Correia | Menções honrosas |

| Ano  | Concorrente(s)                           | Prémio           |
| ---- | ---------------------------------------- | ---------------- |
| 2005 | Carla Caramujo, Diogo Oliveira           | 1º prémio        |
| 2005 | Inez Calazans, Sara Braga Simões         | 2º prémio        |
| 2005 | Susana Duarte, João Oliveira             | 3º prémio        |
| 2005 | Maria Luisa de Freitas, Luisa Barriga    | Prémio Bocage    |
| 2005 | Barbara Barradas, Marco Alves dos Santos | Obra portuguesa  |
| 2005 | Eduarda Melo, Pedro Correia              | Menções honrosas |

| Ano  | Concorrente(s)                             | Prémio           |
| ---- | ------------------------------------------ | ---------------- |
| 2007 | Dora Rodrigues, Paulo Ferreira             | 1º prémio        |
| 2007 | Maria Luisa de Freitas, Fernando Guimarães | 2º prémio        |
| 2007 | Raquel Alão, Nuno Dias                     | 3º prémio        |
| 2007 | Cátia Moreso                               | Prémio Bocage    |
| 2007 | Fernando Guimarães                         | Obra portuguesa  |
| 2007 | Luis Gomes                                 | Menções honrosas |

| Ano  | Concorrente(s)                   | Prémio           |
| ---- | -------------------------------- | ---------------- |
| 2011 | Raquel Camarinha, Carlos Cardoso | 1º prémio        |
| 2011 | Carla Simões, Job Tomé           | 2º prémio        |
| 2011 | Liliana Sebastião, Hugo Oliveira | 3º prémio        |
| 2011 | Anna Kássia Neves                | Prémio Bocage    |
| 2011 | Job Tomé                         | Obra portuguesa  |
| 2011 | Raquel Camarinha                 | Prémio Ana Lagoa |
| 2011 | Cristiana Oliveira, Rui Silva    | Menções Honrosas |

### Membros do Juri
| Cargo                  | Nomes |
| ---------------------- | --- |
| Presidente do Concurso | José Carlos Xavier |
| Membro Honorário       | Elsa Saque |
| Presidentes do Júri    | Mara Zampieri, Elsa Saque, Alvaro Malta, João Pereira Bastos |
| Júri                   | Elisabete Matos, Elsa Saque, Elvira Ferreira, Helena Pina Manique, Joana Silva, Maria Cristina de Castro, Palmira Troufa, Rosana Caramaschi, Bruno Michel, Cesário Costa, Ernesto Palácio, Fernando Eldoro, Jorge Vaz de Carvalho, José Carlos Xavier, José Fardilha, José de Oliveira Lopes, José Ribeiro da Fonte, José Serra Formigal, Manuel Ivo Cruz, Miguel Graça Moura, Nuno Pólvora, Paulo Ferreira de Castro, Silva Pereira |

### Pianistas oficiais
Patrícia Valadão, Armando Vidal, João Crisóstomo, Nicholas McNair.

### Patrocínios
- Academia de Música e Belas Artes Luísa Todi
- Municipio de Setúbal
- Ministério da Cultura
- Teatro Nacional de São Carlos
- Orquestra Filarmonia das Beiras
- Fundação Calouste Gulbenkian
- Fundação Montepio
- Fundação Oriente
- Fundação Luso-Americana
- Região de Turismo de Setúbal – Costa Azul
- Meloteca
- Radiodifusão-Antena2
- Hoteis Novotel
- Hotel Esperança
- BairroAltoHotel
- Restaurante Novo10
- Restaurante Xica Bia
- Família Pereira Bastos (prémio Ana Lagoa)